# Intrusion Countermeasures Electronics
Intrusion Countermeasures Electronics (Contromisure elettroniche anti-intrusione) o semplicemente ICE è un termine usato nella letteratura cyberpunk per indicare un programma di sicurezza che protegge dati digitali da violazioni da parte di hacker. Il termine è stato reso popolare da William Gibson nel suo romanzo Neuromante, ma, secondo il New Hacker's Dictionary, è stato coniato da Tom Maddox (proprio nel Neuromante, nei ringraziamenti, lo stesso Gibson accredita l'invenzione del termine a Tom Maddox).
Nel cyberspazio virtuale questi costrutti sono spesso rappresentati come muri di ghiaccio, pietra o metallo. Quelli chiamati "black ICE" sono in grado di uccidere l'intruso e sono rappresentati come killer.
Gli hacker tendono ad usare gli ICE come acronimo inverso per "Insidious Cortical Electrocution".
I firewall e programmi simili cadono in questa classificazione, anche se il concetto di ICE non trova rappresentazioni nel mondo reale. Questo è dovuto al fatto che usare il termine "elettroniche" per descrivere un prodotto software è improprio. Tuttavia, è ancora utilizzato nella fantascienza (come nei videogiochi Deus Ex e Cyberpunk 2077).
Il termine ICE è stato inoltre utilizzato da sviluppatori software per prodotti come Black Ice.